# Acantholipes aurea
Acantholipes aurea är en fjärilsart som beskrevs av Emilio Berio 1966/67. Acantholipes aurea ingår i släktet Acantholipes och familjen nattflyn. Inga underarter finns listade i Catalogue of Life.